# 田辺悟
田辺 悟（たなべ さとる、1936年〈昭和11年〉 - ）は、日本の民俗学者・歴史学者。三浦市文化財保護委員会会長や、千葉経済大学経済学部教授、横須賀市自然・人文博物館館長を務めた。専門は海村民俗学、民具学、文化史学

## 来歴
神奈川県横須賀市に生まれる。法政大学社会学部を卒業し、中学校の教員として務める。その後、横須賀市自然博物館・人文博物館両館長、千葉経済大学経済学部教授を歴任する。
1996年（平成8年）に『近世日本蜑人伝統の研究』で博士（文学）の学位を法政大学から取得した。
『日本蜑人伝統の研究』で第29回柳田国男賞を受賞。2008年（平成20年）に旭日小綬章を受章する。
また、日本民具学会会長、文化庁文化審議会専門委員などを歴任した。

## 著書

### 単著
- 『三浦半島の歴史』横須賀書籍組合、1967年
- 『伊豆相模の民具』慶友社、1979年
- 『母系の島々-ミクロネシアの民具を探る』創造書房、1983年
- 『現代博物館論-地域博物館の理論と実務』暁印書館、1985年
- 『日本蜑人伝統の研究』法政大学出版局、1990年
- 『観音崎物語-岬の風土と伝承』暁印書館、1993年
- 『海女』法政大学出版局、1993年
- 『近世日本蜑人伝統の研究』慶友社、1998年
- 『網』法政大学出版局〈ものと人間の文化史 106〉、2002年
- 『海浜生活の歴史と民俗』慶友社、2005年
- 『人魚』法政大学出版局、2008年
- 『マグロの文化誌』慶友社、2010年
- 『イルカ』法政大学出版局、2011年
- 『鮪』法政大学出版局、2012年
- 『磯』法政大学出版局、2014年
- 『民具学の歴史と方法』慶友社、2014年

### 共著
- 『潮騒の島 神島民俗誌』（田辺弥栄子との共著）光書房、1980年
- 『三浦半島の一年 祭礼と年中行事』（金子和子との共著）暁印書館、1984年
- 『モースの見た日本 セイラム・ピーボディー博物館蔵 モース・コレクション/日本民具編』（小西四郎と構成）小学館、1988年